# High Ridge (Missouri)
High Ridge – jednostka osadnicza w Stanach Zjednoczonych, w stanie Missouri, w hrabstwie Jefferson.